# Jančići
Jančići (en serbe cyrillique : Јанчићи) est un village de Serbie situé sur le territoire de la Ville de Čačak, district de Moravica. Au recensement de 2011, il comptait 138 habitants.

## Démographie
| 1948 | 1953 | 1961 | 1971 | 1981 | 1991 | 2002 | 2011 |
| ---- | ---- | ---- | ---- | ---- | ---- | ---- | ---- |
| 567  | 529  | 460  | 400  | 317  | 237  | 204  | 138  |

|  |